# Mercier–Hochelaga-Maisonneuve
Mercier–Hochelaga-Maisonneuve – jedna z dziewiętnastu dzielnic Montrealu. Powstała w 1918 roku w wyniku przyłączenia do Montrealu kilku parafii. Jej nazwa wywodzi się od nazwiska Honoré Merciera, XIX-wiecznego polityka franko-kanadyjskiego i premiera Quebecu, XVI-wiecznej osady indiańskiej Hochelaga, która znajdowała się na wyspie Île de Montréal oraz od nazwiska Paula Chomedey de Maissonneuve'a, założyciela Montrealu.
Na obszarze dzielnicy znajduje się stadion olimpijski i wiele innych zabudowań związanych z igrzyskami olimpijskimi z 1976, które każdego roku przyciągają wielu turystów.
Mercier–Hochelaga-Maisonneuve jest podzielona na 3 poddzielnice:
- Hochelaga-Maisonneuve
- Mercier-Ouest
- Mercier-Est